# ピアノソナタ第22番 (ベートーヴェン)
ピアノソナタ第22番（ピアノソナタだいにじゅうにばん）ヘ長調 作品54は、ルートヴィヒ・ヴァン・ベートーヴェンが1804年に作曲したピアノソナタ。

## 概要
この曲はオペラ『フィデリオ』の作曲を進める合間に書かれた。同じ1804年には交響曲第3番（英雄）が完成され、後の数年の内には3つのラズモフスキー四重奏曲（第7番、第8番、第9番）やピアノ協奏曲第4番が続く。ベートーヴェンが創作の中期に入り、独自の様式を確立してこれまでにない作品を精力的に発表していた時期であった。
曲は小規模で2楽章制を取り、ソナタでありながらソナタ形式の楽章を持たない。内容的にも華やかなものとは言い難く、数多くの大作が次々と完成されたこの時期になぜ本作のような風変りな作品が生まれたのか、詳しい作曲の動機も分かっていない。前後を第21番（ヴァルトシュタイン）、第23番（熱情）という2つの巨大な作品に挟まれていることもあって存在感が薄く、歴史的にも本作の価値を低く評価する意見が大半であった。一方、ロベルト・シューマンは高く評価したといわれている。
ドナルド・フランシス・トーヴィーは次のような解説を行っている。
作品全体は深遠なユーモアを備えている。そのユーモアとは音楽により描写された無邪気な性格というより、むしろ作曲者に由来するものである。このソナタに関係して、ベートーヴェンが特定の人物や聞きなれた神を念頭に置いていたという話は伝えられていない。しかしその素材は子どものような、あるいは犬のようなともいうべき無邪気さであり、子どもや犬の最良の理解者であればこの音楽を適切に解釈し、楽しめる見込みが最も高い。動物の精神をもって微笑みかけるのであって、その精神を嘲笑うのではない。自分の尻尾であろうと勝手に動いて逃げ回る何かであろうと、飽きずに追い回す戯れに付き合って熱心に奮闘する。そして第1楽章、及び終楽章の無窮動の中でもと来た長い道のりを振り返る個所においてさえ執拗に示される、物欲しげな愛情に見合うように報いてやるのである。—ドナルド・フランシス・トーヴィー、Notes on the Associated Board of the Royal Schools of Music edition
楽譜は1806年、ウィーンの美術工芸社から献呈先なしで出版された。初版譜の表紙には「第51番ソナタ」作品54と書かれていた。「第51番」という数字の意味するところについて研究者らがさまざまに解釈を試みたものの、いまだ確実なことは明らかになっていない。

## 演奏時間
約11-12分。

## 楽曲構成

### 第1楽章
In Tempo d'un Menuetto 3/4拍子 ヘ長調
ロンド形式に近い形式。メヌエット風の主題が優しく奏でられ（譜例1）、楽想が繰り返されながら進んでいく。
譜例1
突如、ヘ長調で3連符の激しいオクターヴ連打による副主題が現れる（譜例2）。1小節先行する左手を右手が追いかけるカノン風の書法がとられており、スタッカートに加えて1拍ごとにスフォルツァンドが書き込まれることで、穏やかな第1主題と鋭い対比を生み出している。またリズムの上でもヘミオラを駆使し、明確な3拍子の第1主題とは好対照である。主題が繰り返される際にはオクターヴだけでなく、様々な音程の和音が用いられている。
譜例2
譜例2による経過句が続き、静まって第1主題がやや形を変えながら現れる。次はヘ長調での譜例2の再現であるが、主題は非常に短縮された状態となっている。続いて、より一層装飾的に変化し、和声的にも新たなニュアンスを与えられながら、第1主題が奏される。カデンツァのような個所を経て一度アダージョとなるが、元のテンポに戻って第1主題による優美なコーダによって楽章を結ぶ。

### 第2楽章
Allegretto 2/4拍子 ヘ長調
自由な三部形式。反復記号によって主題の提示を行う冒頭の第1部20小節が繰り返され、続く140小節以上に及ぶ第2部と第3部も反復記号による繰り返しを受けた後、コーダへと接続される。まず、低音から湧き上がるようなモチーフが提示される（譜例3）。トーヴィーはアクセントを伴って3小節目に現れる音型を「痙攣」と表現した。一貫して無窮動的に動き回り、この上昇モチーフと譜例4の下降モチーフが終始主題労作的に展開される。
譜例3
譜例4
展開を行う第2部はイ長調から始まって転調を繰り返す。バスの音が半音階的に下降すると、譜例3に新たなリズム要素が付加されて出される。
譜例5
第3部は再現部にあたり、主音のトレモロを伴って譜例3が回帰する。コーダはピウ・アレグロとなって主音のトレモロの上に譜例3が急速に奏され、クライマックスを築いて全曲の幕を閉じる。